# The Wall Street Journal

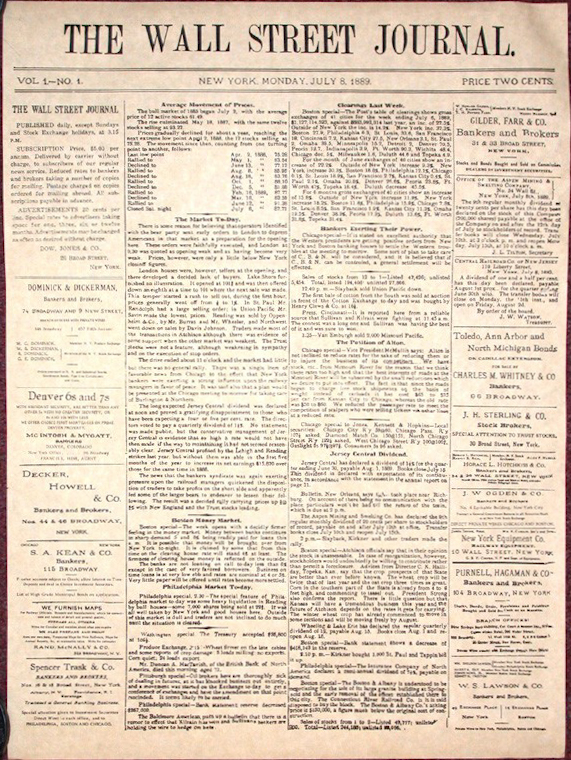
Prima pagină a primului număr al revistei The Wall Street Journal, 8 iulie 1889

The Wall Street Journal este un ziar financiar tipărit de trustul de presă Dow Jones & Company în New York City.
Ziarul a apărut prima dată în anul 1883, sub numele de Customers' Afternoon Letter; deseori conținea un articol numit "Morning Gossip" (adică zvonul dimineții). În anul 1889, ziarul este redenumit în The Wall Street Journal. La acea dată, ziarul conținea patru pagini și se vindea pentru doi cenți. Publicarea unei reclame costa 20 de cenți pe linie.
În anul 2007, ziarul avea un tiraj zilnic de aproximativ 2 milioane de exemplare, depășit în SUA doar de USA Today. Potrivit News Corp, în luna iunie 2018, depunerea 10-K la Comisia pentru Valori Mobiliare și Burse, Jurnalul a pus circulație circa 2.475 milioane de exemplare (inclusiv aproape 1.590.000 de abonamente digitale) în comparație cu USA Today 1.7 milion.
Ziarul, care a primit 37 de premiii Pulitzer până în 2007, își are numele de la Wall Street, în inima districtului financiar din Lower Manhattan.